# Campeonato Europeo de Natación Artística
El Campeonato Europeo de Natación Artística es la competición de natación artística más importante a nivel europeo. Es organizado desde 2025 por la Liga Europea de Natación (LEN) en el marco del Campeonato Europeo de Natación. Desde 1974 se disputan pruebas de natación artística en el Campeonato Europeo de Natación, pero estas no cuentan como campeonato independiente.

## Ediciones
| Núm. | Año  | Sede    | País     |
| ---- | ---- | ------- | -------- |
| I    | 2025 | Funchal | Portugal |

## Medallero histórico
- Actualizado a Funchal 2025 (no incluye los resultados de saltos de todos los Europeos de Natación).

| Núm. | País        | Oro | Plata | Bronce | Total |
| ---- | ----------- | --- | ----- | ------ | ----- |
| 1    | España      | 5   | 3     | 3      | 11    |
| 2    | Italia      | 2   | 5     | 1      | 8     |
| 3    | Austria     | 2   | 0     | 0      | 2     |
| 4    | Reino Unido | 1   | 1     | 2      | 4     |
| 5    | Alemania    | 1   | 0     | 2      | 3     |
| 6    | Ucrania     | 0   | 2     | 0      | 2     |
| 7    | Francia     | 0   | 0     | 2      | 2     |
| 8    | Israel      | 0   | 0     | 1      | 1     |
|      | TOTAL       | 11  | 11    | 11     | 33    |